# Антропоцентризм
Антропоцентризм (грец. ανθρωπος — людина і лат. centrum — центр) — різновид телеології, філософське вчення, за яким людина є центром Всесвіту і метою всіх подій, які в ньому відбуваються, що вона створена Богом «за своїм образом і подобою».
Антропоцентризм — це принцип, відповідно до якого людина є завершенням еволюції світобудови. Сам термін був вперше вжитий в добу Відродження. Суть його полягає в тому, що центр Всесвіту переноситься від проблем світобачення до конкретних проблем людини.

## Антропоцентризм у природокористуванні
Антропоцентризм у природокористуванні веде до практики поділу об'єктів живого світу на категорії корисних та шкідливих, тотального винищення об'єктів живої природи, що не мають господарського значення або не сприяють розвитку економіки, хоча би місцевої.
Вихідні причини криються у тому, що людина на більшій частині свого сучасного ареалу поводить себе відповідно до статусу адвентивного виду, як біоценотичний агресор, який не пристосовується до середовища, а активно його змінює під власні потреби, не формуючи сталих трофічних, топічних чи будь-яких інших зв'язків. Мутуалізм людини полягає виключно у культивуванні популяцій економічно вигідних видів (у формі монокультур), зокрема плантацій лісу, просапних культур та городини, свійських тварин чи мисливських звірів. Це посилюється масштабними експериментами з інтродукції, акліматизації та введення у культуру нових видів живих організмів, не властивих кожній конкретній місцевості, що посилює зміни екосистем та веде до біоценотичних криз.

## Антропоцентризм у постколоніальній теорії
Як зазначає Саїд, у колоніальному дискурсі «[…] антропоцентризм обʼєднався з євроцентризмом: білий західний [громадянин] середнього класу вважає своєю людською прерогативою не лише управляти не-білим світом, але й володіти ним на тій лише підставі, що, за визначенням «воно» [it] не настільки людське як «ми». Немає виразнішого прикладу дегуманізуючої думки, ніж ця».